# Cephalogonalia
Cephalogonalia är ett släkte av insekter. Cephalogonalia ingår i familjen dvärgstritar.
Kladogram enligt Catalogue of Life:
| Cephalogonalia | \| \| Cephalogonalia blancasi \| \| \| \| \| \| Cephalogonalia flabellula \| \| \| \| |
|                | \| \| Cephalogonalia blancasi \| \| \| \| \| \| Cephalogonalia flabellula \| \| \| \| |
|                | Cephalogonalia blancasi                                                               |
|                |                                                                                       |
|                | Cephalogonalia flabellula                                                             |
|                |                                                                                       |